# 레위 지파

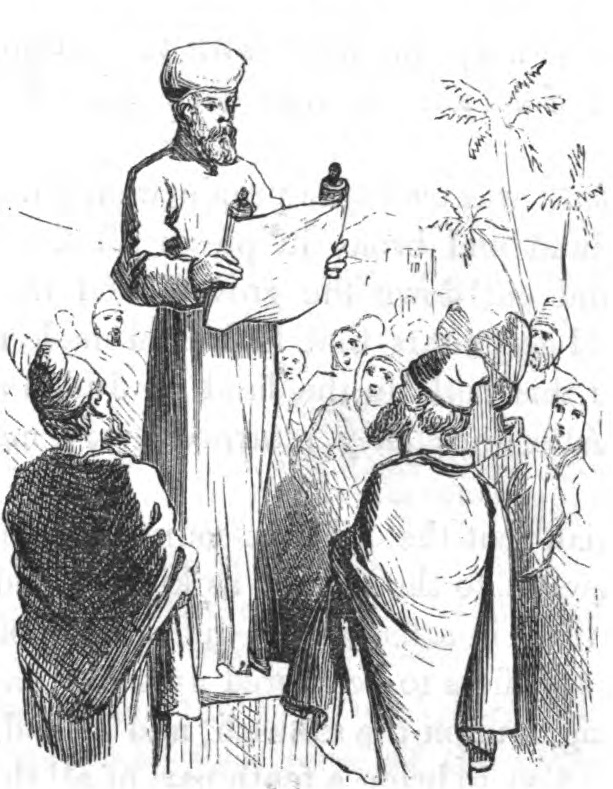
이스라엘 사람들에게 율법을 설파하는 레위인을 그린 삽화.

레위 지파는 열두 지파 중 하나로, 야곱의 아들인 레위의 자손들을 의미한다. 특히 첫 번째 대제사장이었던 아론의 자손들은 제사장직을 맡았다.
레위 지파에 소속된 사람들은 이스라엘 사람들을 위해 특별한 종교적 의무를 수행했고, 정치적 책임도 일부 있었다. 그 대가로 다른 지파들로부터 공물을 받았는데, 특히 예루살렘 성전에서 일하는 사제들은 첫 번째 십일조을 받았다. 제사장이 아닌 레위 지파 사람들도 성전에서 음악을 연주하거나 호위직을 맡았다. 여호수아가 이스라엘 자손을 이끌고 가나안 땅으로 들어갔을 때, 이스라엘 자손 가운데 유일하게 도시를 받았으나 땅을 소유할 수 없었던 것은 "이스라엘의 하나님 여호와께서 그들의 기업이 되"었기 때문이다.(수 13:33) 일부 역사학자들은 레위인이 다른 이스라엘 자손들과 비교했을 때 취하고 있는 이질적인 지위로부터, 레위라는 용어가 미케네 그리스어 어휘인 '라오'(무장한 사람들)에서 유래한다고 보기도 한다.
레위 지파에서 대표적인 인물로는 모세, 아론, 미리암, 사무엘, 예레미야, 에제키엘, 에즈라, 말라기가 있다.

## 성경에서

### 모세오경
구약성경에 따르면, 레위 지파는 이스라엘이라고도 부르는 야곱의 아들 중 레위의 자손들이다. 레위는 세 아들을 낳았는데, 각각 게르손, 고핫, 므라리이다.(창 46:11)
|        |        |        |        |        |        |        |        |      |      |      |      |      |      |        |        | 레위   | 레위   | 레위   | 레위   | 레위   | 레위   |        |        |        |        |        |        | 아디나 | 아디나 | 아디나 | 아디나 | 아디나 | 아디나 |        |        |        |        |        |        |        |        |        |        |  |  |  |  |  |  |  |  |  |  |  |  |
|        |        |        |        |        |        |        |        |      |      |      |      |      |      |        |        | 레위   | 레위   | 레위   | 레위   | 레위   | 레위   |        |        |        |        |        |        | 아디나 | 아디나 | 아디나 | 아디나 | 아디나 | 아디나 |        |        |        |        |        |        |        |        |        |        |  |  |  |  |  |  |  |  |  |  |  |  |
|        |        |        |        |        |        |        |        |      |      |      |      |      |      |        |        |        |        |        |        |        |        |        |        |        |        |        |        |        |        |        |        |        |        |        |        |        |        |        |        |        |        |        |        |  |  |  |  |  |  |  |  |  |  |  |  |
|        |        |        |        |        |        |        |        |      |      |      |      |      |      |        |        |        |        |        |        |        |        |        |        |        |        |        |        |        |        |        |        |        |        |        |        |        |        |        |        |        |        |        |        |  |  |  |  |  |  |  |  |  |  |  |  |
|        |        |        |        |        |        |        |        |      |      |      |      |      |      |        |        |        |        |        |        |        |        |        |        |        |        |        |        |        |        |        |        |        |        |        |        |        |        |        |        |        |        |        |        |  |  |  |  |  |  |  |  |  |  |  |  |
|        |        |        |        |        |        |        |        |      |      |      |      |      |      |        |        | 게르손 | 게르손 | 게르손 | 게르손 | 게르손 | 게르손 |        |        | 고핫   | 고핫   | 고핫   | 고핫   | 고핫   | 고핫   |        |        | 므라리 | 므라리 | 므라리 | 므라리 | 므라리 | 므라리 |        |        |        |        |        |        |  |  |  |  |  |  |  |  |  |  |  |  |
|        |        |        |        |        |        |        |        |      |      |      |      |      |      |        |        | 게르손 | 게르손 | 게르손 | 게르손 | 게르손 | 게르손 |        |        | 고핫   | 고핫   | 고핫   | 고핫   | 고핫   | 고핫   |        |        | 므라리 | 므라리 | 므라리 | 므라리 | 므라리 | 므라리 |        |        |        |        |        |        |  |  |  |  |  |  |  |  |  |  |  |  |
|        |        |        |        |        |        |        |        |      |      |      |      |      |      |        |        |        |        |        |        |        |        |        |        |        |        |        |        |        |        |        |        |        |        |        |        |        |        |        |        |        |        |        |        |  |  |  |  |  |  |  |  |  |  |  |  |
|        |        |        |        |        |        |        |        |      |      |      |      |      |      |        |        |        |        |        |        |        |        |        |        |        |        |        |        |        |        |        |        |        |        |        |        |        |        |        |        |        |        |        |        |  |  |  |  |  |  |  |  |  |  |  |  |
|        |        | 요게벳 | 요게벳 | 요게벳 | 요게벳 | 요게벳 | 요게벳 |      |      |      |      |      |      | 아므람 | 아므람 | 아므람 | 아므람 | 아므람 | 아므람 |        |        | 이스할 | 이스할 | 이스할 | 이스할 | 이스할 | 이스할 |        |        | 헤브론 | 헤브론 | 헤브론 | 헤브론 | 헤브론 | 헤브론 |        |        | 웃시엘 | 웃시엘 | 웃시엘 | 웃시엘 | 웃시엘 | 웃시엘 |  |  |  |  |  |  |  |  |  |  |  |  |
|        |        | 요게벳 | 요게벳 | 요게벳 | 요게벳 | 요게벳 | 요게벳 |      |      |      |      |      |      | 아므람 | 아므람 | 아므람 | 아므람 | 아므람 | 아므람 |        |        | 이스할 | 이스할 | 이스할 | 이스할 | 이스할 | 이스할 |        |        | 헤브론 | 헤브론 | 헤브론 | 헤브론 | 헤브론 | 헤브론 |        |        | 웃시엘 | 웃시엘 | 웃시엘 | 웃시엘 | 웃시엘 | 웃시엘 |  |  |  |  |  |  |  |  |  |  |  |  |
|        |        |        |        |        |        |        |        |      |      |      |      |      |      |        |        |        |        |        |        |        |        |        |        |        |        |        |        |        |        |        |        |        |        |        |        |        |        |        |        |        |        |        |        |  |  |  |  |  |  |  |  |  |  |  |  |
|        |        |        |        |        |        |        |        |      |      |      |      |      |      |        |        |        |        |        |        |        |        |        |        |        |        |        |        |        |        |        |        |        |        |        |        |        |        |        |        |        |        |        |        |  |  |  |  |  |  |  |  |  |  |  |  |
|        |        |        |        |        |        |        |        |      |      |      |      |      |      |        |        |        |        |        |        |        |        |        |        |        |        |        |        |        |        |        |        |        |        |        |        |        |        |        |        |        |        |        |        |  |  |  |  |  |  |  |  |  |  |  |  |
| 미리암 | 미리암 | 미리암 | 미리암 | 미리암 | 미리암 |        |        | 아론 | 아론 | 아론 | 아론 | 아론 | 아론 |        |        | 모세   | 모세   | 모세   | 모세   | 모세   | 모세   |        |        |        |        |        |        |        |        |        |        |        |        |        |        |        |        |        |        |        |        |        |        |  |  |  |  |  |  |  |  |  |  |  |  |
| 미리암 | 미리암 | 미리암 | 미리암 | 미리암 | 미리암 |        |        | 아론 | 아론 | 아론 | 아론 | 아론 | 아론 |        |        | 모세   | 모세   | 모세   | 모세   | 모세   | 모세   |        |        |        |        |        |        |        |        |        |        |        |        |        |        |        |        |        |        |        |        |        |        |  |  |  |  |  |  |  |  |  |  |  |  |

고핫의 아들 아므람은 미리암과 아론과 모세를 낳았다. 아론의 자손인들은 광야의 성막과 예루살렘 성전에서 제사장으로서 특별한 역할을 수행했다. 이들을 제외한 레위 지파 사람들은 게르손 자손, 고핫 자손, 므라리 자손으로 구분한다. 각 자손들은 모두 성막과 성전 예배에서 서로 다른 역할을 수행했다.
성전에서 레위 지파 사람들은 성전 예배 동안 시편을 노래하는 것, 성전 건축과 유지 보수, 경비 및 호위 등의 역할을 맡았다. 도피성 역시 이들이 운영하였다. 에즈라기에서는 레위 지파 사람들이 제2성전의 건축을 진행하고, 토라를 번역하며 설파하는 모습을 묘사하고 있다.
출애굽의 때에 레위 지파는 금송아지를 숭배하는 사람들에 맞서 모세의 율법을 지키는데 특히 열심이었는데, 이 공로가 그들이 성직을 맡는데 일부 기여했다고 보는 학자들도 있다. 이스라엘 민족의 인구를 셀 때 레위 지파는 포함되지 않았지만, 따로 특수하게 수를 세어두었다.
민수기에서는 레위 지파가 성막을 관리하는 직책을 부여받는 모습이 기록되어 있다.
2 너는 네 형제 레위 지파 곧 네 조상의 지파를 데려다가 너와 함께 있게 하여 너와 네 아들들이 증거의 장막 앞에 있을 때 그들이 너를 돕게 하라. 3 레위인은 네 직무와 장막의 모든 직무를 지키려니와 성소의 기구와 제단에는 가까이 하지 못하리니 두렵건대 그들과 너희가 죽을까 하노라 4 레위인은 너와 합동하여 장막의 모든 일과 회막의 직무를 다할 것이요 다른 사람은 너희에게 가까이 하지 못할 것이니라 5 이와 같이 너희는 성소의 직무와 제단의 직무를 다하라 그리하면 여호와의 진노가 다시는 이스라엘 자손에게 미치지 아니하리라. 6 보라 내가 이스라엘 자손 중에서 너희의 형제 레위인을 택하여 내게 돌리고 너희에게 선물로 주어 회막의 일을 하게 하였나니— 민수기 18장, 개역개정

### 선지서
예레미야서에서 레위인들과 제사장들에 대한 언약이 세워지는데, 다윗의 자손과 함께 축복을 받는다.
22 하늘의 만상은 셀 수 없으며 바다의 모래는 측량할 수 없나니 내가 그와 같이 내 종 다윗의 자손과 나를 섬기는 레위인을 번성하게 하리라 하시니라 23 여호와의 말씀이 예레미야에게 임하니라 이르시되 24 이 백성이 말하기를 여호와께서 자기가 택하신 그들 중에 두 가계를 버리셨다 한 것을 네가 생각하지 아니하느냐 그들이 내 백성을 멸시하여 자기들 앞에서 나라로 인정하지 아니하도다— 예레미야서 33장, 개역개정

말라기서 역시 레위인들에 대한 언약을 전한다.
4 만군의 여호와가 이르노라 내가 이 명령을 너희에게 내린 것은 레위와 세운 나의 언약이 항상 있게 하려 함인 줄을 너희가 알리라 5 레위와 세운 나의 언약은 생명과 평강의 언약이라 내가 이것을 그에게 준 것은 그로 경외하게 하려 함이라 그가 나를 경외하고 내 이름을 두려워하였으며 6 그의 입에는 진리의 법이 있었고 그의 입술에는 불의함이 없었으며 그가 화평함과 정직함으로 나와 동행하며 많은 사람을 돌이켜 죄악에서 떠나게 하였느니라— 말라기서 2장, 개역개정

또한 말라기는 야훼의 사자가 내려올 때 레위 자손을 깨끗이 하리라고 전한다.
1 만군의 여호와가 이르노라 보라 내가 내 사자를 보내리니 그가 내 앞에서 길을 준비할 것이요 또 너희가 구하는 바 주가 갑자기 그의 성전에 임하시리니 곧 너희가 사모하는 바 언약의 사자가 임하실 것이라 2 그가 임하시는 날을 누가 능히 당하며 그가 나타나는 때에 누가 능히 서리요 그는 금을 연단하는 자의 불과 표백하는 자의 잿물과 같을 것이라 3 그가 은을 연단하여 깨끗하게 하는 자 같이 앉아서 레위 자손을 깨끗하게 하되 금, 은 같이 그들을 연단하리니 그들이 공의로운 제물을 나 여호와께 바칠 것이라— 말라기서 3장, 개역개정

## 비평학적 관점
문서설을 따르는 비평학자들은 엘로힘 문서에서 온 구절들이 레위인을 어떤 지파보다도 성직을 맡기에 적절한 사람들을 나타내는 일종의 조건으로 취급하고 있다고 본다. 더 나아가, 모세와 아론은 '레위' 자손보다도 요셉 그룹의 일원으로 간주된다고도 말한다. 여호와 문서는 엘로힘 문서보다 더 애매해서, '레위'가 사람의 이름을 나타내는 것으로도, 단지 일종의 사회적 지위로도 해석할 수 있게끔 서술하였다고 본다.
야곱은 유언을 남길 때 레위의 자손들을 두고 그들이 흩어질 것인데, 보다 급진적인 비평학자들은 이 유언이 레위 지파의 흩어짐을 예언한 것이 아니라 후대에 레위 지파가 이스라엘 온 땅에 흩어진 것을 보고 새로 창작하여 붙인 이야기라고 주장한다. 학자들은 제사장 문서와 야곱의 유언이 엘로힘 문서와 여호와 문서에 비해 수백년이 지나 형성되었기 때문에 레위 지파라는 개념이 분명하게 서술된 것이라고 말한다.